# Slowly (app)
Slowly (estilizado como SLOWLY) es una aplicación de social networking que permite a los usuarios intercambiarse mensajes o "cartas" con un tiempo de envío. El tiempo que puede tardar estos mensajes depende de la distancia entre el emisor y el remitente.
Fue lanzado en iOS en 2017 y en Android un año más tarde. Fue destacado en la App Store como "App del Día" en alrededor 30 regiones en todo el mundo. También fue galardonada en 2019 como "Mejor Aplicación Innovadora " por Google Play.
Los usuarios precisan de crearse un nombre de usuario y un avatar para iniciar. También pueden buscar manualmente a los usuarios o ser "auto-emparejado". Permite a los usuarios buscar personas utilizando varios filtros como intereses comunes o gente de países específicos. Las "cartas" toman alrededor de 30 minutos a 60 horas dependiendo de que tan lejos esté el remitente. Los sellos virtuales son coleccionables y deben adjuntarse a las "cartas" antes de enviarse. Los mensajes también pueden incluir fotos o audios con el consentimiento del remitente.